# Hybocodon octopleurus
Hybocodon octopleurus is een hydroïdpoliep uit de familie Tubulariidae. De poliep komt uit het geslacht Hybocodon. Hybocodon octopleurus werd in 1958 voor het eerst wetenschappelijk beschreven door Kao, Li, Chang & Li. 